# Bühnenkampf
Bühnenkampf ist choreografierte Gewalt für Bühne oder Leinwand. Theaterfechten ist eine Unterkategorie davon.
Schläge, Stockkampf und Fallen sind die Grundelemente, „das Fallen ist die Grundlage aller Kampfkünste.“ Körperliche Auseinandersetzungen, die als zu gefährlich für den üblichen schauspielerischen Auftritt eingestuft werden, fallen in den Bereich Stunt, der sich allerdings mit dem Bühnenkampf überschneidet. Oft arbeiten Bühnenkampfmeister und Stuntkoordinatoren zusammen oder sind beides in einer Person. Der Bühnenkampf gilt als besonders schwieriger Auftritt, denn er kombiniert oft Choreographie, Illusionsgestik und hochemotionale Sprache.
Der Bühnenkampf ist ein Teil der klassischen Schauspielausbildung. In Deutschland gibt es mehrere Bühnenkampf Workshops und Kurse. Kostüme, Bühnenbild und Musik sind weitere Elemente des überzeugenden Bühnenkampfes. Die Sicherheit aller Beteiligten bleibt eine hohe Priorität.

## Kampf als Tanz bzw. Performance
Im klassischen ostasiatischen Theater werden Kampfszenen oft stilisiert, als tänzerische Auftritte präsentiert. In der Kabuki-Tradition gehen die zwei Gattungen besonders ineinander über. Im Westen war der ritualisierte Kampf mancherorts auch mit Status und Ästhetik verbunden. In der europäischen Renaissance galt die körperliche Ertüchtigung als zentraler Bestandteil der Ausbildung von Rittern und Herren. In Schulen lehrten professionelle Waffenmeister die Fähigkeiten, die zum Überleben in einer Gesellschaft notwendig waren, wo Gewalt verbreitet und das Leben billig war. Prächtige Bilder von Dürer und Cranach schildern Kämpfe, Waffen und Rüstungen.

## Theaterfechten
Fechttechniken und Waffen von der Antike bis zum 18. Jh. kommen zum Einsatz. Bei der Darstellung von Fechtszenen aus der Zeit des 17./18. Jahrhunderts (Mantel- und Degen-Stil) wird mit stumpfen historischen oder mit Sportwaffen gefochten. Zur akustischen Aufbereitung kann man noch Löcher oder Schlitze in die Glocke der Waffe schneiden.
Das Sportfechten ist nicht auf die Schauspielerei übertragbar. Der Sport ist eine reglementierte Variante des Fechtens im späten 19. und frühen 20. Jahrhundert. Es gibt außerdem inhaltliche und technische Unterschiede zwischen der klassischen, tanzbasierten Bühnenfechtkunst und dem modernen, größtenteils auf asiatischen Kampfkünsten fußenden Filmfechten.